# Головко Олег Федотович
Оле́г Федо́тович Головко́ (народився 1 вересня 1940, в селі Рахни-Собові, нині Рахни Гайсинського району Вінницької області — 10 червня 2016, Кременчук) — український поет. Член НСПУ (1974). 

## Життєпис
Дитячі та шкільні роки пройшли на березі річки Уборть у селищі Ємільчине на Поліссі.
Головко з дитячих років любив читати, цікавився історією України.  Почав писати вірші в 6 класі. Успішно навчався в школі, але з поведінкою були проблеми. Олег був добрячим бешкетником. 
Мріяв стати інженером. Після закінчення школи  вступив до Томського електромеханічного інституту залізничного транспорту, успішно навчався і закінчив його у 1962 році. Тривалий час працював у Томську, Новосибірську, Тинді — на будовах Сибіру і Далекого Сходу.
У1962 році  одружився. У 1964 році родина переїхала до Кременчука.
З 1965 року працював на Південній залізниці: електромеханіком на станції Гребінка, старшим електромеханіком на дільниці Лубни-Ромодан, а з 1967 — головним інженером Кременчуцької дистанції сигналізації та зв'язку. 
У 1974 році досвідченого інженера Головка запросили на будівництво Байкало-Амурської залізничної магістралі, де Олег Федотович з 1974 по 1979 рік працював начальником відділу сигналізації та зв’язку Дирекції будівництва Байкало-Амурської магістралі у м. Тинда.
У 1979 році Олег Федотович із сім’єю повернувся до Кременчука. Працював головним інженером Кременчуцької дистанції сигналізації та зв’язку Південної залізниці.
У 2006 році, коли поету виповнилось 66 років, він залишив роботу і пішов на заслужений відпочинок.
Помер Олег Федотович Головко 10 червня 2016 року.

## Творчість
Писав українською та російською мовами.
Автор поетичних збірок «Радио на сосне» (Томське книжкове видавництво, 1963), «Мои друзья» (1963),  «Стежка до рідної хати» (Київ, 1968), «Поїзди надії» (Київ, 1984), «Струны тайги» (Харків, 1988), «Йшла коза-дереза» (Київ, 1990), «Пливе щука з Кременчука» (Харків, 1990), «Гаптовані рушники» (Київ, 1990), «Прощання з рідною хатою» (Кіровоград, 1991), «Нерозумний песик» (Харків, 1992).
Автор дитячих збірок: «Йшла коза – дереза» (1990 р.), «Пливе щука з Кременчука» (1990 р.), «Нерозумний песик» (1991 р.) 
Вірші «Колія», «Залізниця», «Перший поїзд», «Співавтори», «Робочий поїзд» опубліковані у збірці «Мчать крізь серце поїзди» (Київ, 1999).
В 1974 р.  Олега Федотовича Головка  прийняли в члени Спілки письменників України. 
Відвідував літературну спілку «Славутич» в Кременчуці.

## Відзнаки
- Почесний залізничник.

## Пам'ять
Кременчуцькі поети видали блакитну збірочку під назвою «Розкрилений», на сторінках якої розмістили спогади-присвяти про Олега Головка.
25 травня 2020 року на будинку по вул. Першотравневій, 41/3, де жив Олег Федотович, була відкрита меморіальна дошка.